# BBC News
BBC News je provozní oddělení BBC, které je zodpovědné za získávání a vysílání zpráv a aktuálních událostí. Jedná se o největší organizaci zabývající se vysíláním zpráv na světě. Každý den produkuje přibližně 120 hodin radiové a televizní tvorby a online zpravodajství. Její hlavní sídlo se nachází v Broadcasting House v Londýně. Zprávy z parlamentu jsou vysílány ze studií v londýnské čtvrti Millbank. BBC News má také svá regionální centra po celé Anglii a národní centra v Severním Irsku, Skotsku a Walesu.